# Kiełczewice Maryjskie (gromada)
Kiełczewice Maryjskie – dawna gromada, czyli najmniejsza jednostka podziału terytorialnego Polskiej Rzeczypospolitej Ludowej w latach 1954–1972.
Gromady, z gromadzkimi radami narodowymi (GRN) jako organami władzy najniższego stopnia na wsi, funkcjonowały od reformy reorganizującej administrację wiejską przeprowadzonej jesienią 1954 do momentu ich zniesienia z dniem 1 stycznia 1973, tym samym wypierając organizację gminną w latach 1954–1972.
Gromadę Kiełczewice Maryjskie z siedzibą GRN w Kiełczewicach Maryjskich utworzono – jako jedną z 8759 gromad na obszarze Polski – w powiecie lubelskim w woj. lubelskim na mocy uchwały nr 12 WRN w Lublinie z dnia 5 października 1954. W skład jednostki weszły obszary dotychczasowych gromad Kiełczewice Maryjskie, Borkowizna, Kiełczewice Dolne wieś, Kiełczewice Dolne kol., Dębszczyzna i Kiełczewice Górne ze zniesionej gminy Piotrowice w tymże powiecie. Dla gromady ustalono 26 członków gromadzkiej rady narodowej.
1 stycznia 1956 gromada weszła w skład nowo utworzonego powiatu bychawskiego w tymże województwie.
1 stycznia 1969 gromadę zniesiono, włączając jej obszar do gromady Strzyżewice w tymże powiecie.